# Arnold I. (Trier)
Arnold I. (* um 1120; † 25. Mai 1183 in Trier) war von 1169 bis 1183 Erzbischof von Trier.
Seine Herkunft ist unbekannt. Die Ansicht, dass er von der Familie Walecourt abstammt, wird mittlerweile abgelehnt. Eine Urkunde, in der Erzbischof Arnold und Arnulf von Walcourt gemeinsam genannt werden, wurde früher falsch interpretiert. Arnulf wird in der Urkunde dem Lehenshof des Trierer Erzbischofs zugerechnet. Ältere Forschungen interpretierten dies als blutsverwandt.
Er war mit verschiedenen berühmten Personen seiner Zeit verwandt (z. B. mit Hildegard von Bingen). Er war Propst zu St. Andreas in Köln, später am Aachener Marienstift. 1179 nahm er am 3. Laterankonzil teil und weilte auch davor häufig in Italien. Am kaiserlichen Hof ging er bis kurz vor seinem Tode ein und aus. Seine Wahl zum Erzbischof stand unter dem Einfluss Kaiser Friedrichs I. Arnold galt als gütiger und freigebiger Mensch. Vor 1182 hatte Arnulf von Walcourt mit der Erlaubnis von Arnold die Burg Montclair neu errichtet. Der Trierer Erzbischof beanspruchte das Öffnungsrecht an der Burg, außerdem war sie Trierer Lehen. Sein besonderes Interesse galt dem Trierer Raum und dem Kloster Himmerod.